# 超材料

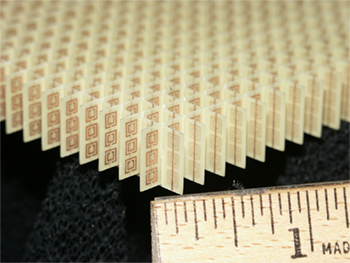
铜质开环谐振器构成的负折射率超材料。铜箔附着于玻璃纤维电路板上。整个阵列包括20*20个元件，总体积为10×100×100 mm。

超材料, 又称超构材料，拉丁语词根“meta-”表示“超出、另类”等含义。指的是一类具有特殊性质的人造材料，这些材料是自然界没有的。它们拥有一些特别的性质，比如让光、电磁波改变它们的通常性质，而这样的效果是传统材料无法实现的。超材料的成分上没有什么特别之处，它们的奇特性质源于其精密的几何结构以及尺寸大小。其中的微结构，大小尺度小于它作用的波长，因此得以对波施加影响

。
对于超材料的初步研究是负折射率超材料

。
超材料的奇异性质使它具有广泛的应用前景，从高接收率天线，到雷达反射罩甚至是地震预警。

超材料是一个跨学科的课题，囊括电子工程、凝聚态物理、微波、光电子学、经典光学、材料科学、半导体科学以及纳米科技等等。

## 超材料的分类
典型的超材料有仿生超材料、生物超材料、智能超材料、软性材料、记忆材料、数字超材料、纳米复合材料、高效防冰材料、自我修复材料、热电材料、辐射制冷超材料、隔音超材料、声电复合超材料、磁光效应材料、左手材料、光子晶体、量子点、电磁晶体、负曲率光纤、超磁性材料、金属水、离子液体、液态金属、无声金属、磁性液体、钙钛矿、光操纵材料、电磁隐身超材料、零折射率超材料、负折射率材料、声学超材料、力学结构超材料、弹性超材料、无耗能电子材料、人造介质材料、频率选择表面、人工磁导体、非正定介质材料、负热膨胀超材料、可重构超表面、复合超表面、时变超表面、双曲超材料、梯度超材料、超疏水材料、莫尔手性超材料、活化太赫兹超材料、隐身材料（红外隐身材料、雷达隐身材料、可见光隐身材料、声隐身材料、激光隐身材料）、柔性雷达吸波超材料、自修复防腐材料、基于传输线结构的超材料、等离子结构的超材料、双负(负等效质量密度、负等效弹性模量)弹性超材料等等。

## 电磁超材料

### 负折射率超材料
超材料可以有一个负的介电常数和磁导率负。如果两者都为负，则折射率为负。当折射率为负值，这是可能的电磁场在微波频率的传播。

## 历史
超材料是在二战后和微波工程中的人造介质一同发展起来的，但是其萌芽可追溯到19世纪末期人们对控制电磁波的渴望。超材料解释的基础在于其等效的介电常数和磁导率，这就是一种本构关系。遗憾的是，这些材料对于不同形式的入射波会有不同的响应，而相关的研究应该归功于一个叫做频率选择表面的技术（frequency selective surface），这个技术是有已故的美国学者B.A.Munk和其研究伙伴创立的。Smith 原本是研究光子晶体的，他们在计算光子晶体的性质的时候运用了一般材料具有本构关系的特性；但是如果你用场的理论来解释的话，原本就比本构关系要严谨很多，也就是运用周期矩量法（Periodic moments method），更能解释周期结构的电磁学特性，并且能够顾很快的应用到其设计中去。周期排列的结构可以看成是一个线性的系统，在一个周期信号的激励下，需要一定的时间才能达到其相应的稳态，这点却很少有人考虑。传统材料的分子原子结构非常的小，在一般的微波辐射之下，很快就达到了稳态，我们所谓的本构关系才具有相应的意义。然而，无论是所谓的超材料，还是频率选择表面，几乎所有相关的研究都在避免這个问题。

## 应用
- 太赫兹领域
- 光量子领域
- 折射率调节
- 天线
- 非线性材料
- 超透镜
- 地震测量